# Saint-Samson-sur-Rance
Saint-Samson-sur-Rance település Franciaországban, Côtes-d’Armor megyében. Lakosainak száma 1630 fő (2022. január 1.). Saint-Samson-sur-Rance Taden és Plouër-sur-Rance községekkel határos.

## Népesség
A település népessége az elmúlt években az alábbi módon változott:
| Lakosok száma | 477  | 874  | 1180 | 1429 | 1543 | 1567 | 1607 | 1637 | 1639 | 1630 |
|               | 1968 | 1982 | 1990 | 2006 | 2013 | 2015 | 2017 | 2019 | 2020 | 2022 |